# Santa Claus und der Zauberkristall – Jonas rettet Weihnachten
Santa Claus und der Zauberkristall – Jonas rettet Weihnachten (Originaltitel Maaginen kristalli) ist ein Computeranimationsfilm aus dem Jahr 2011. Jonas, ein Waisenjunge, wird vom bösen Bruder des Weihnachtsmanns überlistet und dazu gebracht einen magischen Kristall zu stehlen.

## Handlung
Jonas ist ein überaus hilfsbereiter Waisenjunge und sehnt sich danach einmal richtig Weihnachten feiern zu können. Als er sich zusammen mit dem Eichhörnchen Jiffy unter dem Weihnachtsbaum der Stadt versteckt, werden die beiden zusammen mit der Weihnachtspost der Kinder zum Nordpol gebracht. Hier wird Jonas von Basil, dem jüngeren Bruder des Weihnachtsmannes, entdeckt, der ihm eine schwere Bestrafung androht, wenn man ihn hier als Spion erwischen würde. Um von Basil nicht an Santa ausgeliefert zu werden, willigt Jonas ein, einen Kristall zu stehlen. Kaum dass Basil den Zauberkristall in den Händen hält, lässt er Jonas zurück, der nun von Santa Claus entdeckt wird. Nun erfährt Jonas, dass der  magische Kristall gebraucht wird, damit Santa am Heiligabend überall auf der Welt Geschenke zu verteilen kann. Jonas bietet sofort seine Hilfe an, den Kristall zurückzuholen. Zusammen mit Eichhörnchen Jiffy und einem von Santas Rentieren nimmt er die Verfolgung von Basil auf. Santa hat ihm dazu einen Zauberstern mitgegeben.
Derweil versucht Basil mit dem Zauberkristall seine Macht zu demonstrieren, was zum Glück aber zum größten Teil nicht gelingt. Sobald er den Kristall aber richtig einsetzen kann, will er den Kindern keine Geschenke bringen, sondern sie in sein Reich holen, um ihnen Ordnung und Disziplin beizubringen. Jonas und seine Freunde treffen an Basils Festung ein und müssen sich erst einmal an den äußeren Wächtern vorbeikämpfen. Aber auch innen wimmelt es von kleinen Robotern, die Jonas gefangen nehmen, während Jiffy fliehen kann. Zusammen mit dem Rentier Poro kann Jiffy Jonas befreien und gemeinsam kämpfen sie gegen Basil und seine kleinen Wächter. Dabei befreien sie zwei Elfen, die Basil entführt hatte. Auch sie besitzen Zaubersterne und mit der magischen Kraft dieser Sterne versuchen sie bis zum Zauberkristall zu gelangen. Doch Basil beginnt gerade sich durch dessen Zauberkraft zu vervielfältigen. Jonas nutzt nun die Eitelkeit von Basil und provoziert einen Streit unter den vielen falschen Santas. In diesem Durcheinander kann Jonas den Kristall an sich nehmen. Die Santas zerstören sich derweil gegenseitig bis auf Basil und Jonas bringt zusammen mit seinen Mitstreitern den Zauberkristall zum echten Santa zurück. Jonas entscheidet sich bei seinen neuen „Familie“ am Nordpol zu bleiben.

## Produktion
Epidem produzierte diesen Trickfilm in Koproduktion mit Casa Kafka Pictures, uFilm und Grid Animation.

## Kritik
Cinema schrieb: „Ein Waisjunge rettet Weihnachten. […] Nordisch-herb, für Pre-Teens gerade noch feierlich.“
Kinderwelt.de urteilte: „Der Film lebt vor allem von seinem fantasievollen Ideenreichtum und seinen rasanten Verfolgungsjagden und Actionszenen. Toll animiert sind z.B. all die wunderbaren Apparaturen im Kristallpalast, die Landschaften oder die böse Roboterarmee, die übrigens auch für die schönsten Lacher sorgt. Ansonsten ist der Humor etwas flach und auch die Animation der menschlichen Figuren ist leider nicht so gelungen. Sie wirken in ihren Bewegungen steif und hölzern. Wer sich daran nicht stört und nicht besonders viel Wert auf Logik oder Weihnachtsstimmung legt, wird an der bunten Actionwundertüte seinen Spaß haben. Und eine interessante Theorie, wie Santa Claus es an Weihnachten schafft, all die vielen Geschenke auf der ganzen Welt zu verteilen, gibt es als Sahnehäubchen obendrauf!“